# A Town Called Mercy
"A Town Called Mercy" (intitulado "Uma Cidade Chamada Misericórdia" no Brasil) é o terceiro episódio da sétima temporada da série de ficção científica britânica Doctor Who, transmitido originalmente através da BBC One em 15 de setembro de 2012. Foi escrito por Toby Whithouse e dirigido por Saul Metzstein.
No episódio, o alienígena viajante do tempo conhecido como o Doutor (Matt Smith) e seus acompanhantes, o casal Amy Pond (Karen Gillan) e Rory Williams (Arthur Darvill), visitam o Velho Oeste, onde encontram uma cidade isolada do resto do mundo até que seus moradores entreguem Kahler-Jex, um médico alienígena, a um ciborgue chamado Pistoleiro, que é, no entanto, um produto de experimentos de Jex para vencer uma guerra civil em seu planeta, e o Doutor não tem certeza do que é a coisa certa a fazer.
O showrunner Steven Moffat deu a ideia do faroeste para Whithouse ao pensar em maneiras de deixar cada episódio da temporada com um tema distinto. O roteirista desenvolveu-o ainda mais, incluindo tropos clássicos do gênero e um vilão simpático. "A Town Called Mercy" e o episódio anterior "Dinosaurs on a Spaceship" foram os primeiros produzidos para a sétima temporada. Grande parte dele foi filmado em março de 2012 na área desértica de Almería, Espanha, em Mini Hollywood e Fort Bravo, locais usados para muitos filmes ambientados no Velho Oeste. Os críticos notaram que o episódio abordou um debate moral. Foi assistido por 8,42 milhões de espectadores no Reino Unido e teve uma recepção crítica geralmente positiva, com algumas críticas às ações do Doutor e ao ritmo da história.

## Enredo

### Prequência
Uma prequência de "A Town Called Mercy" foi lançada exclusivamente no iTunes intitulada "The Making of The Gunslinger". Ela mostra a criação e formação do Pistoleiro a partir de um corpo humanoide normal. Ela também explica a criação do ciborgue na narração de Kahler-Jex.

### Sinopse
O Doutor, Amy e Rory chegam à cidade de Misericórdia, no Velho Oeste. Eles descobrem que ninguém conseguiu sair ou entrar na cidade devido ao "Pistoleiro", que exige que eles entreguem o doutor, que transparece ser Kahler-Jex, um cientista alienígena que caiu na Terra anos antes. Os moradores o resgataram e, em troca, ele lhes forneceu eletricidade primitiva e os meios para impedir um surto de cólera. O xerife da cidade, Isaac, hesita em entregar seu amigo ao Pistoleiro, apesar de estarem perto do fim de seus suprimentos.
O Doutor tenta buscar a TARDIS mas encontra a nave acidentada de Jex e descobre que ele era um dos vários cientistas que fizeram experimentos desumanos para criar ciborgues em seu planeta natal devastado pela guerra. O Pistoleiro chega e confirma a teoria do Doutor de que ele é um dos experimentos de Jex e diz que buscou vingança e matou todos, exceto ele. Embora não possa prejudicar inocentes com sua programação, o Pistoleiro avisa que Jex deve ser levado até ele ou tomará medidas mais drásticas. O Doutor retorna à cidade e, com raiva, arrasta Jex para enfrentar o Pistoleiro. Amy afirma que ele mudou para pior depois de meses viajando sozinho. Jex alega que ele se redimiu, mas o ciborgue se prepara para matá-lo. Isaac empurra Jex para fora do caminho e recebe o tiro fatal no lugar dele. Enquanto morre, Isaac dá ao Doutor seu distintivo de xerife e o faz prometer proteger Misericórdia. O Pistoleiro parte, avisando que retornará para pegar Jex ao meio-dia do dia seguinte.
Jex diz ao Doutor que está arrependido por todas as mortes que seu trabalho causou. Os moradores exigem que o Doutor o entregue, mas ele os lembra que a morte de Isaac será em vão se eles fizerem isso, e cria um plano ao aprender sobre a sociedade de Jex. Quando o Pistoleiro chega no dia seguinte, os moradores, usando marcas faciais semelhantes às dele, correm pela cidade para confundir o ciborgue e permitem que o médico fuja para sua nave. No entanto, em vez de decolar, Jex diz ao Doutor que está pronto para enfrentar a justiça na vida após a morte e faz com que a nave se autodestrua.
O Pistoleiro, sem mais propósito, se prepara para viajar para longe da cidade para se autodestruir também, mas o Doutor sugere um novo papel para ele. Enquanto parte, o Pistoleiro fica de guarda sobre Misericórdia como seu novo xerife.

## Produção
Procurando dar a cada episódio da sétima temporada um aspecto distinto, o showrunner Steven Moffat apresentou o tema do Velho Oeste ao escritor Toby Whithouse, sugerindo que a história poderia ser sobre uma cidade aterrorizada por um robô. Moffat estava interessado em colocar Matt Smith em um cenário de faroeste, pois achava que ele era uma das últimas pessoas que alguém esperaria substituir Clint Eastwood. Whithouse havia escrito anteriormente os episódios "School Reunion" (2006), "The Vampires of Venice" (2010) e "The God Complex" (2011). Moffat estava planejando que os primeiros cinco episódios da temporada tivessem temas "marcantes do cinema". Whithouse observou que era um gênero que ele não havia escrito antes, mas adorou a ideia. O Velho Oeste não é um cenário para um episódio de Doctor Who desde o serial The Gunfighters de 1966. O roteirista foi aconselhado a não assistir àquela história pelos outros escritores, que disseram que "não era exatamente a joia da coroa". Whithouse se sentiu obrigado a incluir tropos de faroeste comuns, como o Doutor cavalgando um cavalo e um duelo. Ele afirmou que a cena mais difícil de escrever foi onde o Doutor é forçado a usar uma arma; o personagem é um pacifista e ele precisaria "do tipo certo de jornada emocional" para fazê-lo.
Whithouse preferia que o vilão ciborgue fosse tridimensional e e atraísse simpatia, o que exigiria que tivesse uma "consciência viva" em vez de ser simplesmente um "autômato sem alma". Ele queria que sua aparência lembrasse o monstro de Frankenstein e mais tarde chamou o design de "fantástico". Demorava cerca de três horas e meia para aplicar toda a maquiagem no ator Andrew Brooke. Devido ao traje, Brooke teve que atuar apenas com o olho esquerdo. Smith elogiou os atores convidados Ben Browder e Adrian Scarborough, o primeiro porque ele "foi um bom cowboy" com "aquele grande sotaque arrastado", e o último dizendo que "roubou o episódio inteiro". Browder recebeu a oferta para p papel e ficou encantado em aceitá-lo; ele sabia do programa porque seus filhos já tinham visto e ele também queria fazer um um faroeste. Whithouse ficou "emocionado" com a atuação de Browder, pois era como ele imaginava o personagem.
"A Town Called Mercy" e o episódio anterior, "Dinosaurs on a Spaceship", foram os primeiros a serem produzidos para a sétima temporada e ambos foram dirigidos por Saul Metzstein. Estas foram as primeiras contribuições dele em Doctor Who. Grande parte do episódio foi filmado na área desértica de Almería, Espanha, onde estúdios construíram ruas no estilo do Velho Oeste que foram usadas na produção de mais de 100 filmes ambientados no faroeste, como Por um Punhado de Dólares. Filmar o episódio na Espanha foi mais barato do que construir um cenário no Reino Unido. Moffat declarou: "Sabíamos desde o início que precisávamos de um local sério para filmar este, e dado o cenário americano mais icônico que se possa imaginar, havia apenas um lugar para ir - Espanha." Eles teriam filmado lá de 8 de março a 17 de março de 2012. As filmagens ocorreram em Oasys/Mini Hollywood e Fort Bravo/Texas Hollywood. Embora Smith tivesse permissão para tentar montar no cavalo, a maior parte da ação mostrada no episódio foi feita por seu dublê. O compositor Murray Gold imitou trilhas sonoras de faroeste ao criar a música para o episódio.

## Temas
James F. McGrath do site religioso Patheos disse que "A Town Called Mercy" tinha fortes temas religiosos e mensagens morais, escrevendo que "realmente é sobre misericórdia, sobre perdão, sobre crimes de guerra, sobre vingança e sobre justiça". Ele interpretou o comentário de Amy sobre como o comportamento do Doutor era devido ao fato de ele estar sozinho por muito tempo para significar que "quando afrouxamos nossos laços com outros seres humanos, podemos começar a tratar questões de misericórdia e justiça e o destino de outras pessoas de forma diferente, impessoal". McGrath também notou uma "mensagem religiosa para levar para casa" na cena perto do final, onde a cidade se reúne na igreja enquanto o Pistoleiro e o Doutor se enfrentam; ele achou que isso enfatizava a importância de valorizar a vida humana.
Gavin Fuller do The Daily Telegraph escreveu que o conceito de faroeste era "efetivamente uma fachada para o poderoso conto de moralidade de Toby Whithouse, onde nem tudo era o que parecia e passou a explorar questões de moralidade, ética, consciência e justiça". O crítico do The A.V. Club Keith Phipps observou que a "luta sem fim entre ordem e caos" era comum em faroestes e o episódio representou isso com a questão de "o que deve vencer: vingança sem lei ou justiça civilizada?". Ian Berriman da SFX Magazine interpretou a fronteira em torno de Misericórdia como uma metáfora para o Doutor quase "cruzando [a] linha" e "[quebrando] seu próprio código moral". Ele comparou o debate do personagem com o do Quarto Doutor (Tom Baker) em Genesis of the Daleks (1975) e do Quinto Doutor (Peter Davison) em Resurrection of the Daleks (1984). Além disso, os críticos notaram que o episódio apresentou seus personagens com "tons de cinza", em vez dos vilões unidimensionais normalmente vistos na série.

## Transmissão e recepção
"A Town Called Mercy" foi transmitido pela primeira vez no Reino Unido na BBC One e na BBC HD em 15 de setembro de 2012 e na mesma data na BBC America nos Estados Unidos. Os números preliminares de audiência durante a noite mostraram que foi assistido por 6,6 milhões de espectadores ao vivo, o maior número noturno da sétima temporada até aquele ponto. Foi o terceiro programa mais assistido do dia e também o programa mais popular no dia seguinte no BBC iPlayer. Posteriormente, ficou em terceiro lugar do iPlayer em setembro, com 1,4 milhão de solicitações, atrás dos dois primeiros episódios da temporada. A audiência final consolidada subiu para 8,42 milhões de pessoas, superando "Asylum of the Daleks" como o episódio mais visto da temporada. Recebeu um Índice de Apreciação do público de 85, considerado "excelente".

### Recepção critica
O episódio recebeu críticas entre positivas e mistas dos revisores. Matt Risley da IGN avaliou-o com uma nota 8,5 de 10, chamando-o de "uma aventura pesada, progressiva, suntuosa e divertida". Ele elogiou Whithouse e Metzstein por acertarem o clima e considerou a incerteza moral do Doutor um ponto alto da história. Dan Martin do The Guardian descreveu-o como "um dilema moral complexo repleto de diálogos afiados". Ele escreveu que foi Gillan quem "emergiu como a verdadeira estrela do episódio", citando a conversa de Amy com o Doutor sobre como viajar sozinho o afetou. O revisor do The A.V. Club Keith Phipps deu ao episódio uma nota "B+", gostando que ele passou a maior parte do tempo discutindo a questão da moralidade.

A cena em que o Doutor aponta uma arma para Jex foi descrita como "completamente atípica" para o personagem. No entanto, ela reflete como Doutor viajar sem Amy e Rory havia o afetado negativamente.

Fuller do The Telegraph concedeu a "A Town Called Mercy" quatro de cinco estrelas, chamando-o de "peça envolvente e atenciosa de drama adulto". Ele elogiou a atuação moderada de Smith e suas conversas com Jex. Embora também tenha elogiado a cena "bem trabalhada" entre o Doutor e Amy, ele achou que o episódio foi "um desperdício dos talentos de atuação de Gillan e [Arthur] Darvill", já que os dois não apareceram muito. Morgan Jeffery do Digital Spy também deu quatro estrelas, elogiando a atmosfera de faroeste e a maneira como o lado obscuro do Doutor foi tratado. Ele também achou que Browder trouxe uma autenticidade americana ao seu papel que um ator britânico não teria conseguido. No entanto, como Fuller, chamou o papel marginalizado de Amy e Rory de "uma das poucas falhas".
O crítico da Slant Magazine, Steven Cooper, descreveu-o como "um episódio muito agradável", embora tenha notado que "a conclusão da história é uma ligeira decepção após a excelência do que a precedeu" porque os problemas entre o Doutor e Jex ficaram sem solução. Neela Debnath, escrevendo para o The Independent, elogiou a "brilhante reviravolta" em ter Kahler-Jex como o vilão em vez do Pistoleiro. Ela achou o Doutor segurando Jex sob a mira de uma arma como "completamente atípico", mas interpretou isso como um prenúncio da saída de Amy e Rory. Da mesma forma, Charlie Jane Anders do io9 achou que a decisão do Doutor em deixar Jex morrer estava "fora de personagem". Ele criticou o Pistoleiro por não usar seus sistemas de mira supostamente avançados para matar Jex ou fazer com que os habitantes da cidade saíssem para que ele não tivesse escudos humanos. Além disso, segundo ela, o episódio era em geral parecido com um de Star Trek: Deep Space Nine "transplantado para o Velho Oeste".
O revisor da SFX Magazine Ian Berriman deu a "A Town Called Mercy" três e meia de cinco estrelas. Ele comentou que o debate ético tornou-o "uma história surpreendentemente madura", mas, de outra forma, os tropos de faroeste fizeram com que "ocasionalmente parecesse um pouco familiar demais". Ele também achou que faltava "outra reviravolta ou duas", já que a maior parte do episódio foi dedicada a descobrir o que fazer com Jex em vez de descobrir mais sobre ele. Berriman também teve duas "reclamações" que surgiram com o enredo; o Pistoleiro poderia simplesmente entrar na cidade e levar Jex embora, ou o Doutor poderia levar Jex embora na TARDIS. Dave Golder da mesma revista rotulou-o como um episódio de faroeste de ficção científica "decepcionante", escrevendo: "Há algumas coisas ótimas sobre este episódio ... Mas em um programa que geralmente se diverte muito reinventando tropos da televisão, muito de "A Town Called Mercy" parecia já ter visto isso antes". Patrick Mulkern, da Radio Times, foi mais crítico, escrevendo que "nem acreditou" nem "sentiu". Ele achava que faroestes e Doctor Who eram duas coisas que "nunca se juntavam o suficiente" e também criticou o "ritmo lânguido" e o fato de Rory ter pouco o que fazer. No entanto, ele elogiou o cenário "maravilhoso" e a "peça moralmente construída de maneira inteligente".